# آیدا (اپرا)
آیدا بیست و ششمین اپرای جوزپه وردی و هفتمین اپرا از دوره سوم اپرانویسی وردی است که در سال ۱۸۷۱ میلادی، در ۴ پرده و به زبان ایتالیایی تنظیم و ساخته شد.
اسماعیل پاشا، خدیو مصر به مناسبت افتتاح کانال سوئز، سفارش ساخت اثری اُپرایی را به جوزپه وردی داده‌بود. این اپرا بر اساس یادداشت‌های مصرشناس فرانسوی، آگوست ماریت و چند نویسندهٔ دیگر، دربارهٔ شکوهِ مصر باستان ساخته شده‌است. این اثر دارای جایگاه هنری ویژه‌ای است و تاکنون تنها در تالار اپرای متروپولیتن نیویورک بیش از ۱٬۱۰۰ شب اجرا داشته‌است.

## خلاصه داستان
آیدا داستان پرنسس سیاه‌پوست حبشه‌ای است، که توسط مصریان دستگیر می‌شود و به مصر می‌رود. رادامس، فرمانده لشکر مصر در تلاش برای ثابت کردن عشقش به آیدا و همچنین وفاداری خود به فرعون است. در این بین عشق یک‌طرفه دختر فرعون به رادمس آشکار می‌شود.

## تاریخچه
این اپرا، به سفارش امیر مصر، اسماعیل پاشا در سال۱۸۷۱ نوشته شد و امیر مصر مبلغ ۱۵۰۰۰۰ فرانک بابت این نمایش نامه به وردی پرداخت کرد. اما به علت جنگ بین فرانسه وپروس، در زمان اجرای نمایش وقفه‌ای چند ماهه به وجود آمد. وردی در ابتدا با توجه به سفارشی بودن در پذیرش کار مردد بود اما زمانی که نام رقبایی چون واگنر و شارل گونو را به عنوان گزینه‌های بعدی خدیو مصر شنید؛ پیشنهاد را قبول کرد و اپرای آیدا را بر اساس نوشته‌های آگوست ماریت مصرشناس فرانسوی و چند نویسنده دیگر دربارهٔ دوران تمدن باستانی این کشور ساخت.

اپرای آیدا یکی از آثار اصلی اپراخانه‌های جهان است و اپرای شماره دوازدهم در فهرست اپراهای پر اجرا در سراسر دنیاست.

## توضیحات فنی

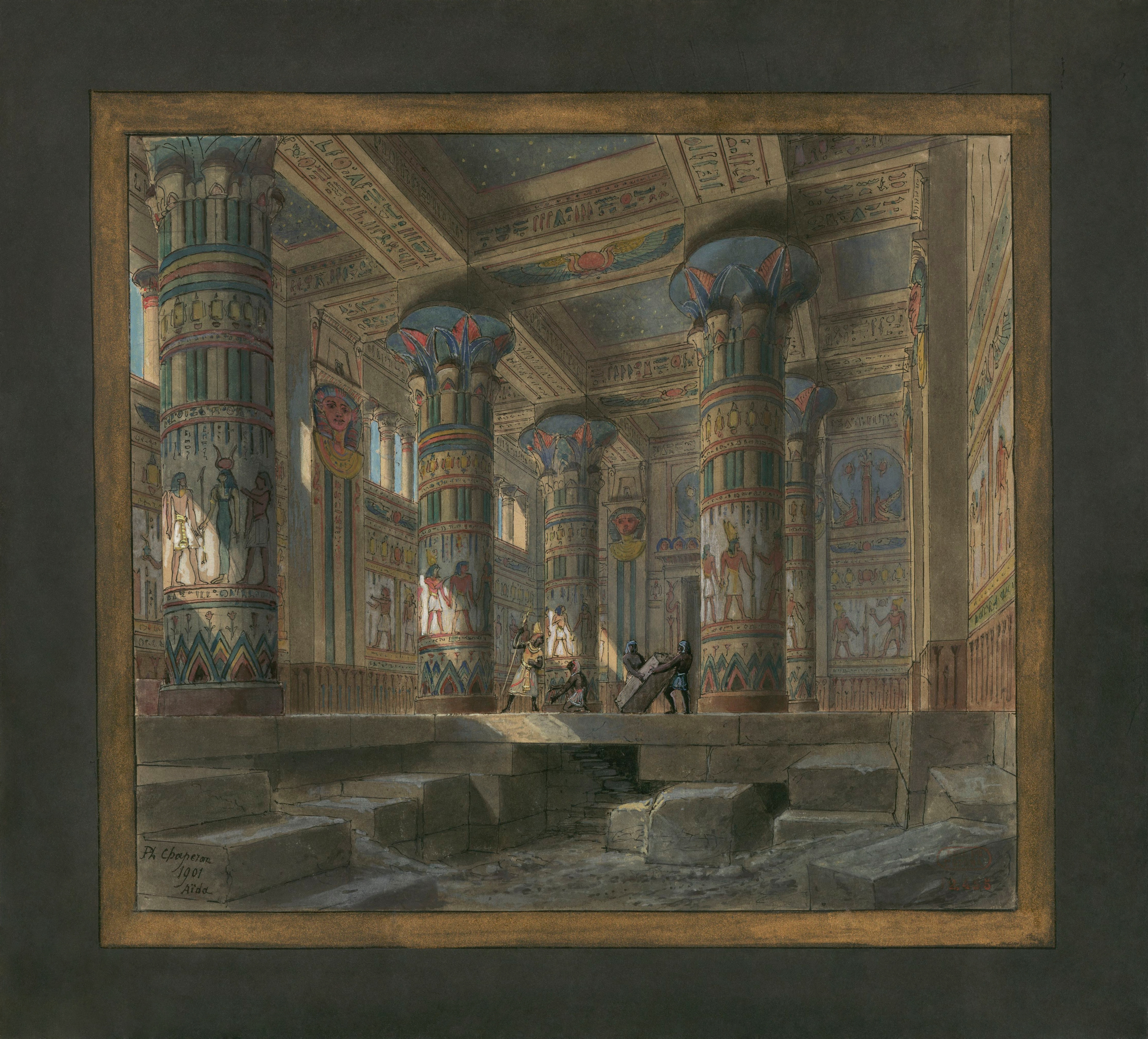
نگاره‌ای از طراحی صحنهٔ اپرای آیدا، صحنهٔ ۲ از پردهٔ ۴ برای اجرای کاخ گارنیه به‌سال ۱۹۸۰ میلادی

آیدا در ۴ صحنه تنظیم شده‌است و تاکنون هزاران بار اجرا شده‌است. تمام صحنه‌های داستان، سرشار از حماسه‌های عاشقانه‌ای بین آیدا و رادامس است.

## نقش‌ها
| نقش                  | نوع صدا      |
| -------------------- | ------------ |
| آیدا                 | سوپرانو      |
| پادشاه مصر           | باس          |
| آمنریس               | متزو سوپرانو |
| رادامس               | تنور         |
| آموناسرو پادشاه حبشه | باریتون      |
| رامفیس               | باس          |
| پیغام‌بر              | تنور         |
| صدای کاهن اعظم       | سوپرانو      |

## اجراکنندگان مشهور
خوانندگان معروفی چون ماریا کالاس، لوچیانو پاواروتی، مارگارت پرایس و چیارا در اجرای اپرای آیدا، نقش آفرینی کرده‌اند.

## اقتباس
چندین اقتباس سینمایی از اپرای آیدا انجام شده که مهم‌ترین آن‌ها با بازی سوفیا لورن و لوئیز مکسول در سال ۱۹۵۳ و یک اقتباس سوئدی در سال ۱۹۸۷ می‌باشد. در هر دوی این آثار خوانندگان اپرا اثر را خوانده و بازیگران به جای آن‌ها لب می‌زنند. التون جان و تیم رایس از داستان اپرا در تولید موسیقی به همین نام استفاده کردند.